# Sancho und Pancho
Sancho und Pancho (Originaltitel ursprünglich The Tijuana Toads, später Texas Toads) ist eine US-amerikanische Zeichentrickserie, die in den Jahren 1969 bis 1972 von DePatie-Freleng Enterprises produziert und durch United Artists veröffentlicht wurde. Die deutschen Dialoge schrieb Thomas Keck. Als die englischsprachige Originalversion der Fernsehserie ab 1976 im Rahmen des Originals von Der rosarote Panther, The Pink Panther Show, ausgestrahlt wurde, erfolgte aus Gründen der Political Correctness die Umbenennung in Texas Toads. Hierbei erhielten auch die Frösche neue Namen.

## Handlung
Die beiden frechen, eng befreundeten Frösche Sancho und Pancho aus dem Grenzgebiet Mexiko-Texas bangen täglich darum, nicht von Vögeln gefressen zu werden. Sie verbringen ihre Zeit meist damit, Grashüpfer, Fliegen und andere Insekten fangen zu wollen und halten dazwischen Siesta. Dabei sind sie jedoch selten erfolgreich und werden oft selbst zu den Gejagten: entweder ist ein dümmlicher gelber Kranich (im Original: Crazy Leg Crane, der auch eine eigene Serie bekam) hinter ihnen her oder ihr Leben soll im Kochtopf eines französischen Kochs enden, aber auch andere Frösche oder japanische Kampfkäfer stören ihre gepflegte Ruhe.

## Hauptcharaktere
- Sancho (in der englischsprachigen Originalversion ursprünglich Poncho, später Fatso): Sancho ist ein dicker und großmäuliger Klugschwätzer.
- Pancho (in der englischsprachigen Originalversion ursprünglich Toro, später Banjo): Pancho dagegen ist der spindeldürre „Dummfrosch“ (ein Running Gag), der Sancho treu ergeben ist, was dieser oft schamlos ausnutzt.

Nebencharaktere sind: Texas-Grashüpfer, gelber Kranich, Pedro der Koch, Karatekäfer, Kater Diablo, blauer Sauser, Klein Sigfried, Kroko-Mama und die Kroko-Kids, Sheriff, Kaktus Cassius, Fröschin Flora

## Synchronisation
| Rolle             | Englischer Sprecher | Deutscher Sprecher                |
| ----------------- | ------------------- | --------------------------------- |
| Sancho            | Don Diamond         | Edgar Ott                         |
| Pancho            | Tom Holland         | Thomas Keck                       |
| Der gelbe Kranich | Larry D. Mann       | Horst Gentzen & Joachim Tennstedt |

## Episoden
- 01 – Das gibt es nur in Texas (Tijuana Toads)
- 02 – Ein springlebendiges Frühstück (A Pair Of Greenbacks)
- 03 – Ein Bombenfrosch (Go For Croaks)
- 04 – Französische Küche (The Froggy, Froggy Duo)
- 05 – Der Karatekäfer (Hop And Chop)
- 06 – Baden gegangen (Never On Thirsty)
- 07 – Katerjammer (A Dopey Hacienda)
- 08 – Wir sind doch alle Frösche (A Snake In The Gracias)
- 09 – Alles, was Flügel hat (Two Jumps And A Chump)
- 10 – So’n Krokodil ist kein Kinderspiel (Mud Squad)
- 11 – Sei kein Frosch Papi (The Egg And Ay-Yi-Yi!)
- 12 – Mein Tümpel, dein Tümpel (A Leap In The Deep)
- 13 – Die flinkeste Zunge in Wild West (Fastest Tongue In The West)
- 14 – Eine verhexte Geschichte (Croakus Pocus)
- 15 – Grips ist kein Gips (Serape Happy)
- 16 – Turne dich schlank (Frog Jog)
- 17 – Wen der Storch beißt (Flight In The Finish)